# آتیو

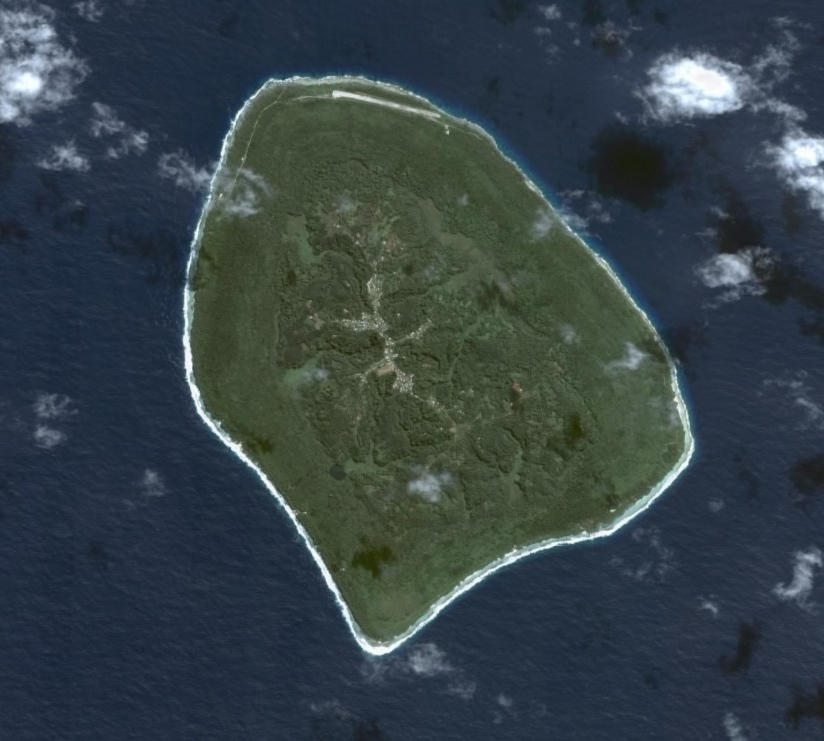
تصویر هوایی آتیو

آتیو (انگلیسی: Atiu) نام جزیره‌ای در جنوب مجمع‌الجزایر کوک است که ۱۸۷ کیلومتر با راروتونگا فاصله دارد.